# خوان کاباندیه
خوان کاباندیه (انگلیسی: Juan Cabandié؛ زادهٔ ۱۶ مارس ۱۹۷۸) سیاست‌مدار اهل بوئنوس آیرس آرژانتین است. خوان یک رهبر سیاسی «پرونیست»، رئیس گروه حقوق بشر لا کامپورا آرژانتین است. او فرزند ارشد شماره ۷۷ منتسب به مادران پلازا مایو است. او از سال ۲۰۱۳ معاون ملی شهر بوینس‌آیرس بوده‌است. آهنگ معروف لئون گیه‌کو با نام «یو سوی خوان» برای او ساخته شده‌است. داستان هویت او در بخش دوم برنامه تلویزیونی آرژانتین پخش شده‌است. در ۲۴ مارس ۲۰۰۴، به مناسبت گرامیداشت خاطره مادران میدان مایو در (ESMA) محل (مدرسه افسران کوچک نیروی دریایی)، کاباندیه طی مراسمی برای یادآوری یک خاطره حضور یافت تا مکانی که حین بازداشت مادرش در آنجا به دنیا آمد بود را زنده نگه دارد، وی در آنجا نامه‌ای را در حضور رئیس‌جمهور سابق نستور کیرشنر قرائت کرد.

## زندگی‌نامه
خوان کاباندیه در مارس ۱۹۷۸ در (ESMA) محل سابق (مدرسه افسران کوچک نیروی دریایی) که در محدوده شمالی شهر بوئنوس آیرس واقع است متولد شد. مادر او آلیسیا آلفونسین که با مادران میدان مایو کار می‌کرد توسط نیروهای نظامی ربوده شده و در این مکان زندانی بود، بین سالهای ۱۹۷۶ تا ۱۹۸۳.
پدرش دامیال آبل کاباندیه ۱۹ ساله بود. وی در ۲۳ نوامبر ۱۹۷۷ از خانه‌اش در حومه کنگره در سولیس ۶۸۸ ربوده شد. ساعاتی بعد مادر خوان که در آن زمان حامله بود و تنها هفده سال داشت را ربودند و همه را به بازداشتگاه سری ال بانکو در یک کلوب ورزشی بردند. در دسامبر همان سال مادر خوان را به زندان (ESMA) منتقل کردند تا در گوشه‌ای وضع حمل کند.
در مارس ۱۹۷۸ خوان در سلول متولد شد و نام او را خوان گذاشتند و زایمان توسط پرشک جراح لوئیس مگناکو پرشک متخصص زنان و زایمان انجام شد و تنها کسی بود که برای وضع حمل در محل حضور داشت.
خوان تنها ۱۵ روز با مادرش در سلول بود که روزی زندانبان هکتور فابرز اعلام کرد امر شده آلیسیا آلفونسین منتقل شود (این پوششی بود برای به قتل رساندن و ناپدید کردن)
به مادر خوان گفتند اگر چیزی برای خانواده‌اش می‌خواهد بنویسد و آلیسیا نامه‌آی نوشت و آن را همراه طفلش باقی گذاشت. همان شب خوان کوچولو توسط یک افسر غیرانتفاعی با نام مستعار پدرو بولیتا از زندان به بیرون منتقل شد؛ و طی یک اعمال غیرقانونی توسط پلیس فدرال به فردی به نام لوئیس فالکو داده شد که همراه با همسرش این بچه را تحت عنوان فرزند بیولوژیک بزرگ کنند و برای این بچه اسم و تاریخ تولد دیگری گذاشتند.
کاباندیه بانام وانینا فالکو بزرگ شد و یک رابطه بدون عاطفه را حفظ کرد، ایجاد اختلافات دائمی با فرزند بیولوژیکی یعنی وانینا با پدر و مادرش باعث شد. تشویق شود وارد عرصه نظامی شود. چیزی که این پسر برای خود برگزید.

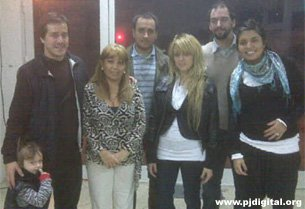
ماریانو ریکالدی (سمت چپ، با لباس تیره), همراه با خوان کاباندیه و سایرین، در۲۰۰۹.

## شناسایی هویت
در سال ۲۰۰۳، پس از گذشت ۲۵سال خوان کاباندیه پس از گذر دورانی که تحت قیومیت قرار گرفت و بزرگ شد به‌طور جدی به هویت خود شک کرد، و در پی هویت واقعی خود وجایی که متولد شده بود در حالیکه هیچ سندی برای تبادل نداشت، و او خود را نه کسی که به فرزندی گرفته شده بلکه خودرا فرزند کسانی که ناپدید شده بودند یافت.
خوان سپس مادرخوانده‌اش را فریب داد تا از طریق او بتواند دریابد که آیا او به فرزندی گرفته شده‌است، و در نهایت او هویت واقعی خود را کشف نمود. مدت کوتاهی پس از آن، همراه با خواهر خوانده خود، و همراه با مرد جوانی به انجمن مادربزرگهای پلازا د مایو رفت و شروع به تحقیق در مورد منشأ آنها نمود.
چند ماه بعد، در تاریخ ۲۶ ژانویه ۲۰۰۴، این مرد جوان حقیقت را فهمید و نام واقعی اش را کشف نمود. او همچنین متوجه شد که پدر و مادرش چه کسانی بوده‌اند و خانواده ای که در آن بزرگ شد یک خانواده بیولوژیک بوده‌اند، به ویژه پدربزرگ و مادربزرگش که مدت کوتاهی پس از آن با ایشان ملاقات کرده بود و از روز ناپدید شدن والدین خود پیوسته در جستجوی او بودند.
لوئیس فالکو به سادگی عنوانی بود که به وی اختصاص داده بودند و هویت او در واقع دزدیده شده بود. ترسا د فالکو او را به عنوان «مادر خوانده» بزرگ کرده بود، گرچه وی احساسات مبهمی نسبت به او داشت. وانینا فالکو را خواهر خود می‌دانست. وانیا درخواست کرد تا به عنوان یک وکیل با برادرش در محاکمه برای تخصیص افراد زیر سن قانونی که لوئیس فالکو در آن زمره بود، شرکت کند اما دادگاه با این درخواست موافقت نکرد زیرا این رابطه بین این دو بود.
کاباندیه بارها و بارها این ارتباط را با گذشته اش داشت که در دوران کودکی و نوجوانی نام خود را خوان انتخاب کرده‌است و دررویاهای خود داشت که مادرش در تاریکی شب او را به عنوان یک کودک در گهواره گذاشته و او را خوان خطاب کرده. کاباندیه این احساسات خود را با مکانیزم‌هایی که در حافظه اش می‌پروراند به یاد می‌آورد که از دو هفته قبل از مرگ مادرش در سلول متوقف شده بود.
در سال ۲۰۱۱، لوئیس آنتونیو فالکو، درخواست حداکثر مجازات را برای مجرمین کرد. ۱۸ سال برای جرایم مربوط به آدم‌ربایی و سرکوب و نفی هویت.

## ستیزه‌جویی
کاباندیه از نوجوانی و مدتها قبل متوجه شده بود که هویتش گمشده است. برای همین خوان کاباندیه شروع به فعالیت‌های همبستگی کرد و با محروم‌ترین بخش‌های جامعه ارتباط گرفت و به مشارکت با جنبش‌های سیاسی محبوب پرداخت. پس از اینکه توانست هویت خود را کشف کند، در سال ۲۰۰۴ رئیس‌جمهور وقت نستور کیرشنر از او دعوت به عمل آورد تا در عملیات رسمی احیای بازداشتگاه بدنام ESMA سابق شرکت کند، به عنوان کسی که خاطره زندگی در این محل که یک بازداشتگاه مخفی بود را داشته‌است. کاباندیه در شروع یک یک نامه احساسی را در خصوص این بازداشگاه مخفی منتشر کرد که در سراسر جهان انتشار یافت.
در سال ۲۰۰۵ خوان کاباندیه به عنوان هماهنگ‌کننده شورای جوانان فدرال، توسط رئیس‌جمهور نستور کیرشنر منصوب شد.
خوان کاباندیه به جنبش پرونیست پیوست و بخشی از هیئت مدیره گروه ملی لا کامپورا است.
او رئیس دبیرخانه حزب قضایی جوانان بود. بعدها دبیر حقوق بشر PJ شد.

## پیام خوان کاباندیه در رونمایی زندان مخفی(ESMA)
در تاریخ ۲۴ مارس ۲۰۰۴، به مناسبت رونمایی زندان مخفی (ESMA) (دانشکده مکانیک نیروی دریایی) و بازگشایی و تبدیل آن به یک موزه خاطرات، خوان کاباندیه پیام خود را قرائت کرد.
متن پیام:در این محل آنها مادرم را به شهادت رساندند، او هنوز زنده است. در این محل آنها یک طرح خوفناک را که به سرقت بردن نوزادان بود به اجرا درآوردند. افرادی که در این محل بودند می‌پنداشتند که می‌توانند آدم را به بازی گرفته و بیست و پنج سال مرا در یک هویت جعلی نگه دارند و بدون مجازات به کارشان ادامه دهند.

بعدها، کاباندیه پروسه تولد خود در این مکان را بازسازی می‌کند:
مادرم در این محل بازداشت شد، او بسیار شکنجه شد و من در همین ساختمان متولد شدم. اما توطئه شوم دیکتاتوری نتوانست حافظه تاریخی ما راکه دررگهای من در جریان بود پاک کند و مرا از نزدیک شدن به آن بازدارد… مادرم در این مکان مرا درآغوش گرفت و نامم را مشخص نمود، آنچنانکه داستان‌های محکومین نگارش شده همین را تأیید می‌کنند که من تنها فرزند او بودم ومن و او می‌خواستیم با هم باشیم اما، اما این سیستم لعنتی به ما این اجازه را نداد.